# Esai Morales
Esai Manuel Morales Jr. (Brooklyn, 1º ottobre 1962) è un attore statunitense, noto soprattutto per il ruolo del tenente Tony Rodriguez nella serie televisiva NYPD - New York Police Department.

## Biografia

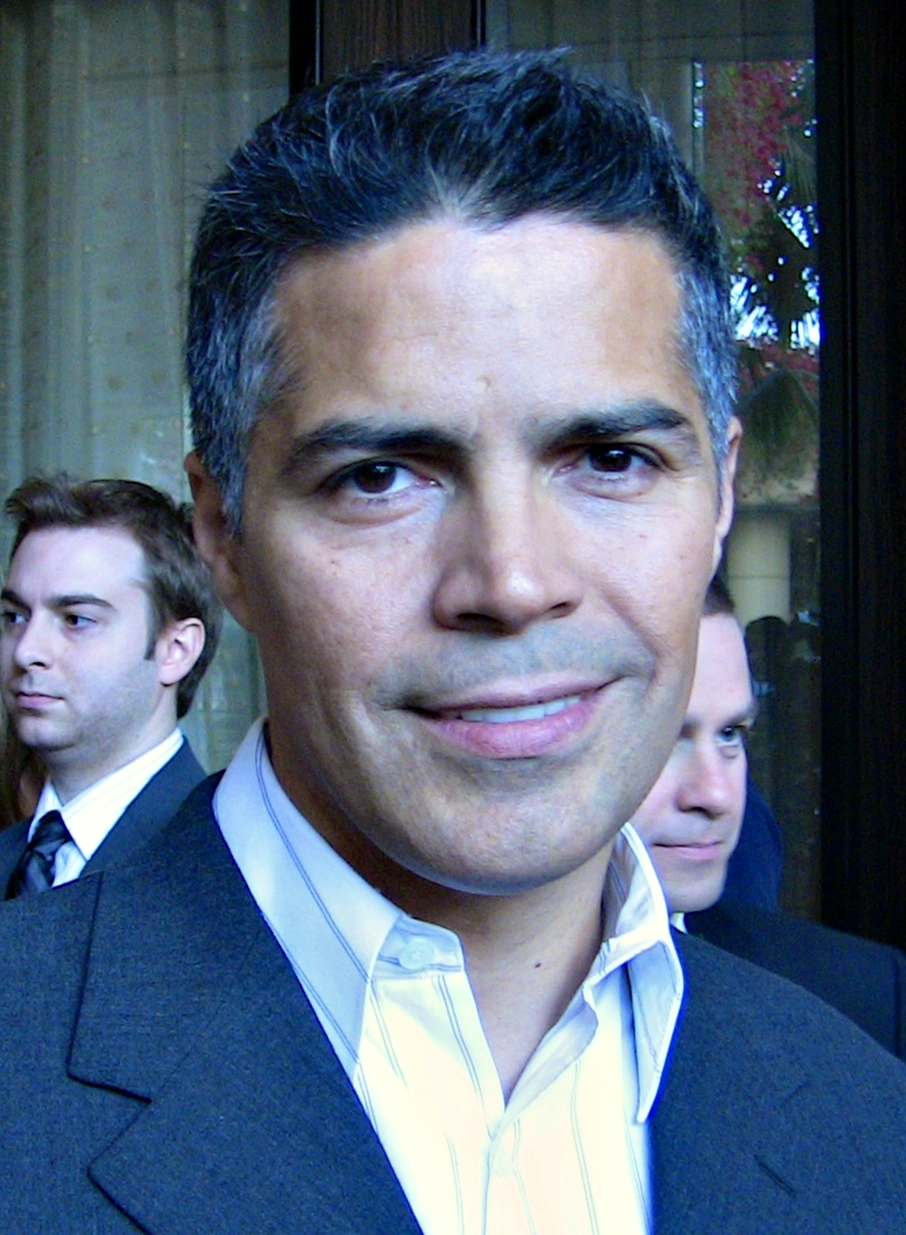
Morales nel 2009

Nato a Brooklyn da genitori portoricani, il saldatore Esai Morales e la sindacalista dell'International Ladies' Garment Workers' Union Iris Declet, è stato cresciuto dalla madre dall'età di 5 anni, dopo il divorzio dei suoi. Vedere Al Pacino in Quel pomeriggio di un giorno da cani lo indirizza verso la recitazione e, nel 1976, viene ammesso alla High School of Performing Arts di Manhattan: tra i suoi compagni di studi c'è la futura attrice Elizabeth Peña.
Trasferitosi a Los Angeles, ottiene il suo primo ruolo di rilievo al fianco di Sean Penn nel film Bad Boys (1983). Nel 1986 recita assieme a Burt Lancaster nella miniserie Sulle ali delle aquile, mentre l'anno seguente interpreta Bob Morales, fratellastro del cantante Ritchie Valens (Lou Diamond Phillips), nel biografico La Bamba. Negli anni novanta, al cinema è tra i protagonisti di Mi familia, Il meraviglioso abito color gelato alla panna, I maledetti di Broadway e il colossal Rapa-Nui, questi ultimi due dei flop commerciali.
Nel 2001 entra nel cast principale della popolare serie TV NYPD - New York Police Department nel ruolo per cui forse è più noto, quello del tenente Tony Rodriguez, che ricoprirà per un totale di 66 episodi a partire dall'ottava stagione fino al 2004, rimpiazzando il tenente Arthur Fancy di James McDaniel.
Da allora è apparso prevalentemente in televisione, con ruoli ricorrenti in serie come Criminal Minds, Ozark, Chicago P.D. e Le regole del delitto perfetto. È tornato a far parte del cast principale di una serie nel 2010, col ruolo di Joseph Adamo in Caprica, prequel di Battlestar Galactica, cancellata dopo un'unica stagione, così come nel 2015 The Brink, dove interpretava il ruolo regolare di Presidente degli Stati Uniti d'America. Nel 2019 ha interpretato Deathstroke nella seconda stagione di Titans. Sarà l'antagonista principale di Mission: Impossible - Dead Reckoning (2023) e Mission: Impossible - The Final Reckoning (2025).

### Vita privata
Memore delle difficoltà incontrate agli inizi della propria carriera, a fine anni novanta è stato tra i fondatori della National Hispanic Foundation for the Arts assieme ai colleghi Sônia Braga e Jimmy Smits. Ha una figlia, Mariana Oliveira, nata nel 2010 dalla compagna Elvimar Silva.

## Filmografia parziale

### Cinema
- Forty Deuce, regia di Paul Morrissey (1982)
- Bad Boys, regia di Rick Rosenthal (1983)
- La Bamba, regia di Luis Valdez (1987)
- The Principal - Una classe violenta (The Principal), regia di Christopher Cain (1987)
- I maledetti di Broadway (Bloodhounds of Broadway), regia di Howard Brookner (1989)
- Tango nudo (Naked Tango), regia di Leonard Schrader (1991)
- Freejack - In fuga nel futuro (Freejack), regia di Geoff Murphy (1992)
- Rapa-Nui (Rapa Nui), regia di Kevin Reynolds (1994)
- Mi familia (My Family), regia di Gregory Nava (1995)
- The Disappearance of Garcia Lorca, regia di Marcos Zurinaga (1997)
- Il meraviglioso abito color gelato alla panna (The Wonderful Ice Cream Suit), regia di Stuart Gordon (1998)
- Paid in Full, regia di Charles Stone III (2002)
- Fast Food Nation, regia di Richard Linklater (2006)
- La linea (The Line), regia di James Cotten (2009)
- Gun Hill Road, regia di Rashaad Ernesto Green (2011)
- Jarhead 2: Field of Fire, regia di Don Michael Paul (2014)
- Never Back Down - No Surrender, regia di Michael Jai White (2016)
- Superfly, regia di Director X (2018)
- Il maestro giardiniere (Master Gardener), regia di Paul Schrader (2022)
- Mission: Impossible - Dead Reckoning, regia di Christopher McQuarrie (2023)
- Mission: Impossible - The Final Reckoning, regia di Christopher McQuarrie (2025)

### Televisione
- Miami Vice – serie TV, episodi 1x19-4x06 (1985-1987)
- Un giustiziere a New York (The Equalizer) – serie TV, episodio 1x05 (1985)
- Saranno famosi (Fame) – serie TV, episodio 5x06 (1985)
- Sulle ali delle aquile (On Wings of Eagles) – miniserie TV, 2 puntate (1986)
- Ai confini della realtà (The Twilight Zone) – serie TV, episodio 3x20 (1989)
- Il fuoco della resistenza - La vera storia di Chico Mendes (The Burning Season: The Chico Mendes Story), regia di John Frankenheimer – film TV (1994)
- I racconti della cripta (Tales From the Crypt) – serie TV, episodio 6x06 (1994)
- Oltre i limiti (The Outer Limits) – serie TV, episodio 3x08 (1997)
- The Hunger – serie TV, episodio 1x11 (1997)
- Atomic Train - Disastro ad alta velocità (Atomic Train) – miniserie TV, 2 puntate (1999)
- In tribunale con Lynn (Family Law) – serie TV, episodio 2x06 (2000)
- Resurrection Blvd. – serie TV, 7 episodi (2000-2002)
- NYPD - New York Police Department (NYPD Blue) – serie TV, 66 episodi (2001-2004)
- Vanished – serie TV, 11 episodi (2006)
- 24: Day Six - Debrief – webserie, 5 episodi (2007)
- Burn Notice - Duro a morire (Burn Notice) – serie TV, episodio 1x07 (2007)
- Jericho – serie TV, 7 episodi (2008)
- Caprica – serie TV, 18 episodi (2009-2010)
- CSI: Miami – serie TV, episodio 8x24 (2010)
- Los Americans – serie TV, 8 episodi (2011)
- Fairly Legal – serie TV, 6 episodi (2011-2012)
- Law & Order - Unità vittime speciali (Law & Order: Special Victims Unit) – serie TV, episodio 13x14 (2012)
- Magic City – serie TV, 6 episodi (2013)
- Criminal Minds – serie TV, 6 episodi (2013-2015)
- Major Crimes – serie TV, episodio 2x13 (2013)
- Dal tramonto all'alba - La serie (From Dusk till Dawn: The Series) – serie TV, 8 episodi (2015)
- Blue Bloods – serie TV, episodi 6x05-7x05 (2015-2016)
- The Brink – serie TV, 10 episodi (2015)
- Mozart in the Jungle – serie TV, episodi 2x05-2x06 (2015)
- Le regole del delitto perfetto (How to Get Away with Murder) – serie TV, 11 episodi (2016-2020)
- Chicago P.D. – serie TV, 6 episodi (2017)
- Criminal Minds: Beyond Borders – serie TV, episodio 2x07 (2017)
- Ozark – serie TV, 4 episodi (2017)
- NCIS: Los Angeles – serie TV, 7 episodi (2018-2019)
- Marte – serie TV, 4 episodi (2018)
- Titans – serie TV, 10 episodi (2019)
- Curb Your Enthusiasm – serie TV, episodio 10x03 (2020)

### Videogiochi
- True Crime: New York City (2005)

## Doppiatori italiani
Nelle versioni in italiano delle opere in cui ha recitato, Esai Morales è stato doppiato da:
- Fabrizio Pucci in NYPD - New York Police Department, Jericho, Fast Food Nation
- Fabio Boccanera in Paid in Full, La linea
- Roberto Pedicini in Tango nudo, Rapa Nui
- Vittorio Guerrieri in Miami Vice (ep. 4x06), Burn Notice - Duro a morire
- Simone Mori in Titans, Law & Order - Unità vittime speciali
- Andrea Lavagnino in Ozark, NCIS: Los Angeles
- Pierluigi Astore in Mission: Impossible - Dead Reckoning, Mission: Impossible - The Final Reckoning
- Francesco Pannofino in I maledetti di Broadway
- Marco Mete in La Bamba
- Roberto Del Giudice in Bad Boys
- Gianni Bersanetti in Fuga dalla zona 14
- Massimo Rossi in Resurrection Blvd.
- Pasquale Anselmo in Vanished
- Alessio Cigliano in The Brink
- Mauro Gravina in Blue Bloods
- Mario Cordova in Caprica
- Luca Biagini in CSI: Miami
- Gaetano Varcasia in Major Crimes
- Metello Mori in Dal tramonto all'alba - La serie
- Enrico Di Troia ne Le regole del delitto perfetto
- Francesco Prando in Criminal Minds
- Massimo De Ambrosis ne Il maestro giardiniere